# HD 138525
HD 138525，又名BD+37 2653，SAO 64754、HR 5769，是一颗恒星，视星等为6.38，位于銀經58.83，銀緯55.02，其B1900.0坐标为赤經15h 27m 34s，赤緯+36° 55.02′ 26″。